# Canaralele Dunării
Canaralele Dunării este o arie protejată (arie specială de conservare — SAC, sit de importanță comunitară — SCI) din România, desemnată în scopul protejării biodiversității și menținerii într-o stare de conservare favorabilă a florei spontane și faunei sălbatice, precum și a habitatelor naturale de interes comunitar aflate în arealul zonei de protecție. Aceasta se întinde pe o suprafață de 26.109,9 ha, integral pe uscat.

## Localizare
Situl Canaralele Dunării se întinde pe teritoriile administrative ale județelor Călărași (Borcea, Călărași, Dichiseni, Jegălia, Modelu, Roseți, Unirea), Constanța (Aliman, Cernavodă, Crucea, Ghindărești, Hârșova, Horia, Ion Corvin, Lipnița, Oltina, Ostrov, Rasova, Seimeni, Topalu) și Ialomița (Bordușani, Făcăeni, Giurgeni, Stelnica). Centrul acestuia este situat la coordonatele 44°14′48″N 27°53′57″E / 44.246708°N 27.899211°E.

## Înființare
Situl Canaralele Dunării (ROSCI0022) a fost declarat sit de importanță comunitară în decembrie 2007 pentru a proteja 2 specii de plante și 23 de specii de animale. Situl a fost protejat și ca arie specială de conservare în mai 2022.

## Biodiversitate
Situată în ecoregiunea de stepă, aria protejată conține 15 habitate naturale: Ape stătătoare oligotrofe până la mezotrofe, cu vegetație de Littorelletea uniflorae și/sau de Isoëto-Nanojuncetea, Ape puternic oligomezotrofe cu vegetație bentonică cu Chara spp., Lacuri eutrofice naturale cu vegetație de tip Magnopotamion sau Hydrocharition, Râuri cu maluri nămoloase cu vegetație de Chenopodion rubri p.p. și Bidention p.p., Păduri de stejar alb estice, Păduri mixte riverane de Quercus robur, Ulmus laevis și Ulmus minor, Fraxinus excelsior sau Fraxinus angustifolia, de-a lungul marilor râuri (Ulmenion minoris), Păduri stepice euro-siberiene cu Quercus spp., Păduri panonice-balcanice de stejar turcesc - stejar sesil, Galerii de Salix alba și de Populus alba, Galerii și tufărișuri riverane sudice (Nerio-Tamaricetea și Securinegion tinctoriae), Tufișuri caducifoliate ponto-sarmatice, Stepe ponto-sarmatice, Liziere de ierburi înalte hidrofile de câmpie și de nivel montan până la alpin, Pajiști aluvionare inundabile, de Cnidion dubii, Fânețe de joasă altitudine (Alopecurus pratensis, Sanguisorba officinalis).
La baza desemnării sitului se află mai multe specii protejate:
- plante (2): clopoțel dobrogean (Campanula romanica), merineană (Moehringia jankae)
- amfibieni (2): buhai de baltă cu burtă roșie (Bombina bombina), triton cu creastă dobrogean (Triturus dobrogicus)
- mamifere (3): vidră de râu (Lutra lutra), hamster românesc (Mesocricetus newtoni), popândău (Spermophilus citellus)
- nevertebrate (1): Anisus vorticulus
- pești (15): scrumbie de Dunăre (Alosa immaculata), rizeafcă (Alosa tanaica), avat (Aspius aspius), zvârlugă (Cobitis taenia Complex), Eudontomyzon mariae, Gymnocephalus baloni, răspăr (Gymnocephalus schraetzer), țipar (Misgurnus fossilis), sabiță (Pelecus cultratus), boarță (Rhodeus amarus), porcușor de nisip (Romanogobio kesslerii), porcușor de șes (Romanogobio vladykovi), dunăriță (Sabanejewia bulgarica), fusar (Zingel streber), pietrar (Zingel zingel)
- reptile (2): țestoasa de baltă (Emys orbicularis), țestoasa dobrogeană de uscat (Testudo graeca)

Pe lângă speciile protejate, pe teritoriul sitului au mai fost identificate 15 specii de plante, 2 specii de mamifere.